# 康果燈鱂
康果燈鱂，為輻鰭魚綱鯉齒目鯉齒亞目花鳉科的其中一種，分布於非洲坦尚尼亞東部Ruvu河、Great Ruaha河、Kilombero河、Rufiji河下游流域，體長可達4公分，棲息在水淺的溪流、池塘，屬肉食性，生活習性不明，可做為觀賞魚。

## 擴展閱讀
維基物種上的相關：康果燈鱂